# ثلاثة بنسات (عملة نيوزيلندا)
الثلاثة بنسات النيوزيلندية هي عملة من الجنيه النيوزيلندي صدرت من عام 1933 إلى عام 1965. تساوي هذه العملة ثلاثة بنسات وكانت أصغر عملة في الحجم من بين جميع عملات الجنيه النيوزيلندي وأصغر عملة في فئة إصدار عام 1933 الأولي من عملة الجنيه النيوزيلندي والتي أنتجت بسبب نقص العملات الفضية البريطانية الناتجة عن انخفاض قيمة العملة المحلية بالنسبة للجنيه الإسترليني. قام الفنان البريطاني جورج كروجر جراي بتصميم الوجه الخلفي للعملة بعد أن رفض تصميم سابق لنمط يتميز بعلامة "هاي تيكي" من قبل لجنة تصميم العملات التي نظمها جوردون كوتس. وهي تحتوي على اثنين من الباتو المتقاطعة (الهراوات الماورية الزخرفية) أسفل الملصق "3دي". سكت في البداية من الفضة بواسطة دار سك العملة الملكية ثم سكت من النحاس والنيكل منذ عام 1947 فصاعدًا بسبب ارتفاع أسعار المعادن الثمينة. بعد التحول إلى النظام العشري في عام 1967 استبدل العملة المعدنية من فئة الثلاثة بنسات بعملة الدولار النيوزيلندي.

## الخلفية
تدولت العملة البريطانية من فئة الثلاثة بنسات لأول مرة في نيوزيلندا خلال أوائل القرن التاسع عشر إلى جانب العديد من العملات الفضية الأخرى بما في ذلك العملات الأمريكية والإسبانية والفرنسية والهولندية إلى جانب فئات فضية بريطانية أخرى. أكد الجنيه الإسترليني البريطاني باعتباره العطاء القانوني الوحيد في عام 1858 ولكنه كان في الواقع العملة الوحيدة المتداولة منذ عام 1847. بدأت أستراليا في إصدار عملاتها المعدنية الخاصة في عام 1910 بما في ذلك عملة الثلاثة بنسات الأسترالية. بدأ التداول الواسع النطاق للعملات الفضية الأسترالية في نيوزيلندا في عام 1930 عندما خفضت أستراليا قيمة الجنيه الأسترالي مقابل الجنيه الإسترليني. بدأت كميات كبيرة من العملة الأسترالية المخفضة تتدفق إلى نيوزيلندا لتشكل في نهاية المطاف ما بين 30% إلى 40% من إجمالي العملات المتداولة بحلول أوائل عام 1933. كما زادت عمليات تزوير العملات الفضية خلال هذه الفترة.
وفي عام 1933 خفضت نيوزيلندا قيمة الجنيه النيوزيلندي مما أدى إلى تهريب جماعي للعملات الفضية إلى بريطانيا وممتلكاتها الاستعمارية الأخرى. بعد عدة عقود من المقترحات سعت حكومة نيوزيلندا إلى إنشاء عملة محلية في نفس العام. حدد قانون العملات لعام 1933 أوزان وأحجام الفئات الستة من العملات الفضية النيوزيلندية وحدد الثلاثة بنسات على أنها عملة تزن 1.41 جرام ودرجة نقاء الفضة فيها 0.500. كانت قيمة العملة ربع شلن.مع أن الشركات المحلية عرضت إنتاج العملات المعدنية إلا أن حكومة نيوزيلندا اعتبرت أن المرافق المحلية غير كافية للإنتاج الضخم وتعاقدت مع دار سك العملة الملكية لسك العملة.

## التصميم
تميزت جميع وجوه العملات المعدنية من الإصدار الأولي لعام 1933 بتمثال نصفي للملك جورج الخامس صممه مصمم دار سك العملة الملكية بيرسي ميتكالف في البداية للاستخدام على الجنيه الروديسي الجنوبي. استند هذا إلى تمثال نصفي متوج أقدم للنحات الأسترالي بيرترام ماكينال والذي استخدم في سك العملات المعدنية في المستعمرات والممتلكات البريطانية الأخرى. كان التصميم العكسي مسألة تعاون بين اللجنة الاستشارية للدار الملكية للسك برئاسة نائب السيد روبرت جونسون وحكومة نيوزيلندا. قاموا باستشارة فنانين محليين وأعضاء جمعية العملات النيوزيلندية طوال عملية التصميم ولكن كلف المصممين البريطانيين بإنشاء سلسلة أولية من التصاميم مع أن طلبات الجمعيات الفنية المحلية للحصول على فنون محلية للعملات المعدنية. كان ميتكالف وجورج كروجر جراي فنانين ذوي خبرة حيث سبق لكل منهما أن صمم عملات معدنية لعدة مستعمرات وممتلكات بريطانية أخرى. كلف الاثنين بتقديم تصميمات لكل من الفئات الخمس الأولية للعملات الفضية.
يتميز نمط كروجر جراي المكون من ثلاثة بنسات بـ كوتياتي (سلاح يدوي قصير من الماوري ) فوق اثنين من تيواتيوا المتقاطعين (نوادي الماوري الطويلة على شكل فأس). وصف مؤرخ العملات وعضو لجنة تصميم العملات آلان سوثرلاند هذا التصميم بأنه "فعال للغاية" لكن اللجنة الاستشارية رفضته إلى جانب تصميم كروجر جراي المماثل للعملة المكونة من ستة بنسات. قدم ميتكالف تصميمين لعملة الثلاثة بنسات. كان التصميم الأول بسيطًا للغاية حيث كان يحتوي على الرقم الروماني ثالثه بين الحرفين أن وزي حيث كان كلا الحرفين عبارة عن صورتين مقلوبتين بزاوية 90 درجة للحرف الآخر. رفض هذا التصميم البسيط الذي يذكرنا باقتراح ميتكالف المماثل بستة بنسات دون مزيد من التعليقات لصالح تصميمه المستوحى من الماوري والذي يتميز بعلامة "هاي تيكي".
تميزت عملة هي-تيكي الثلاثة بنسات التي صممها ميتكالف برسم الشكل في شريط عمودي مركزي بين الرقم "3" الكبير و"دي". كان السير توماس ويلفورد المفوض السامي لنيوزيلندا مولعًا بهذا التصميم بطريقة خاصة معتقدًا أنه سيكون من السهل التعرف عليه من قبل النيوزيلنديين. طُلب من كروجر جراي تصميم نمط جديد على أساس ميتكالف من أجل توحيد أحرف العملة المعدنية.

### إعادة التصميم

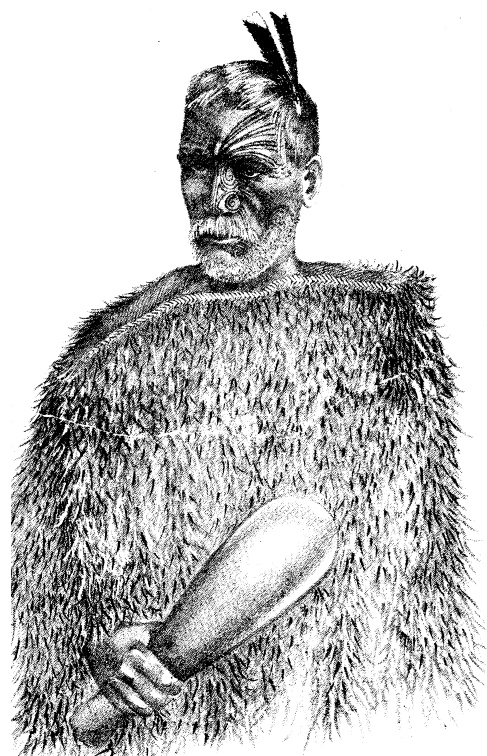
زعيم الماوري يحمل باتو.

كان رئيس وزراء نيوزيلندا جورج فوربس يتمتع برئاسة ضعيفة للغاية وكان وزير المالية جوردون كوتس يشغل منصب رئيس الوزراء بالإنابة بحكم الأمر الواقع وخاصة أثناء إقامة فوربس الطويلة في بريطانيا. في يوليو 1933 عيّن كوتس لجنة تصميم العملات والتي كانت تتألف من فنانين محليين مختلفين إلى جانب أعضاء جمعية العملات النيوزيلندية. كان سوثرلاند ينتقد بشدة تيكي ووصفه بأنه تعويذة للخصوبة غير مناسبة للعصر الحديث معتقدًا بشكل غير صحيح أن الشكل يمثل جنينًا بشريًا. أمر كوتس بالتخلي عن التصميم ومع ذلك في عام 1940 أعيد استخدام نمط الهاي تيكي في شكل غير معدل بشكل أساسي لنصف البنس . مع أن الدعوة في البداية إلى "إزالة جميع الزخارف الأصلية" على العملات المعدنية دعت لجنة تصميم العملات المعدنية التي أنشأها كوتس إلى أن يشتمل الوجه الخلفي للعملة ذات الثلاثة بنسات على "لوحتين من الماوري متقاطعتين بزوايا قائمة مع الرقم 3 د في مساحة خالية في المركز".
كان هذا الاقتراح محيرًا بالنسبة لكروجر جراي الذي لم يُمنح أي رسوم توضيحية أو تعليمات حول كيفية تصميم الألواح. في شهر أغسطس قدم كوتس اقتراحًا تصميميًا بديلًا وهو مجرد سلسلة. مع أنه جرب العملات المعدنية الفردية بناءً على اقتراح كوتس إلا أنه قدم تصميمًا يعبر عن اثنين من الأندية يذكرنا بستة بنسات روديسيا الجنوبية السابقة. احتج كوتس في البداية على التعديل لكنه استسلم بعد أن زعم كروجر جراي أن بحيرة واحدة من شأنها أن تخلق تصميمًا غير متوازن ويصعب ضربه.
بحلول أواخر عام 1933 قبل التصميم الأساسي وقام كروجر جراي بإنشاء نمط نهائي يتضمن الزخارف التقليدية. بالإشارة إلى كتاب أوغسطس هاميلتون عام 1901 فن الماوري فقد أسس النوادي على اثنين من قطع باتو العتيقة : واحدة من نجاتي توماتاكوكيري بالإضافة إلى نادٍ من المنطقة المجاورة لبحيرة وايكاريموانا المنعقد في متحف أوتاجو. كانت العملة المعدنية من فئة الثلاثة بنسات هي التصميم الأخير من السلسلة الأولية للعملات المعدنية التي تم الانتهاء منها. دخلت العملات المعدنية الإنتاج في العام التالي حيث وصلت أول عملة من فئة ثلاثة بنسات مؤرخة عام 1933 إلى نيوزيلندا في منتصف مارس 1934. توقفت عملة الثلاثة بنسات البريطانية مثل جميع العملات الأخرى بالجنيه الإسترليني عن كونها عملة قانونية في الأول من فبراير عام 1935.

## الاستقبال
غالبًا ما كان الجمهور يشبه الثلاثة بنسات بزجاجات بيرة الزنجبيل. في دفاعه عن العملات المعدنية وصف عالم الأعراق يوهانس أندرسن تصميم الباتو بأنه تعرض لانتقادات غير عادلة من قبل النيوزيلنديين الجهلة واقترح أن الأجانب الذين يصادفون العملات المعدنية سوف يتعلمون عن ثقافة البلاد من خلال التحقيق في التصاميم. ومع ذلك أشار أندرسن إلى أن الباتو كانت مقلوبة واقترح أن يغير ذلك في الإصدارات المستقبلية من العملات المعدنية.

## سك العملة والإنتاج
كانت عمليات سك العملة المعدنية من فئة الثلاثة بنسات متسقة نسبيًا مقارنة بالعملات المعدنية النيوزيلندية الأخرى. لم تنتج أي منها إلا في عامي 1938 و1949 مع أن عدد قليل للغاية من العملات المعدنية بلغ 40 ألفًا مما أدى إلى تحديد عام 1935 كتاريخ رئيسي للعملة. سكت عدة ملايين من العملات المعدنية من فئة الثلاثة بنسات في أغلب الأعوام من عام 1933 إلى عام 1965. ونتيجة لارتفاع أسعار الفضة في السنوات التي أعقبت الحرب العالمية الثانية صنعت الفئات الفضية السابقة (بما في ذلك الثلاثة بنسات) من سبيكة النحاس والنيكل منذ عام 1947 بالإضافة إلى إصدار التاج في عام 1949. سحبت الكثير من العملات الفضية من التداول وصهرت من قبل البنوك. ألغيت الثلاثة بنسات في عام 1967 لصالح الفئات الجديدة من الدولار النيوزيلندي.
ضمن عملات ثلاثية البنس التجريبية في مجموعات تجريبية أنتجت في عامي 1935 و1953 بالإضافة إلى مجموعة شبيهة بالتجربة أنتجت في عام 1965.
| تاريخ      | 1933 | 1934 | 1935 | 1936  |
| ---------- | ---- | ---- | ---- | ----- |
| ضرب النقود | 6000 | 6000 | 40   | 2,760 |

| تاريخ      | 1937  | 1938 | 1939 | 1940 | 1941 | 1942  | 1943  | 1944  | 1945  | 1946  | 1947  | 1948  | 1949 | 1950 | 1951  | 1952 |
| ---------- | ----- | ---- | ---- | ---- | ---- | ----- | ----- | ----- | ----- | ----- | ----- | ----- | ---- | ---- | ----- | ---- |
| ضرب النقود | 2,880 | 0    | 0    | 3000 | 2000 | 1,760 | 3,120 | 4,400 | 2,840 | 2,520 | 6,080 | 6,400 | 4000 | 800  | 3,600 | 8000 |

| تاريخ      | 1953 | 1954 | 1955 | 1956  | 1957 | 1958 | 1959 | 1960 | 1961  | 1962 | 1963 | 1964  | 1965  |
| ---------- | ---- | ---- | ---- | ----- | ---- | ---- | ---- | ---- | ----- | ---- | ---- | ----- | ----- |
| ضرب النقود | 4000 | 4000 | 4000 | 4,800 | 8000 | 4000 | 4000 | 4000 | 4,800 | 6000 | 4000 | 6,400 | 4,200 |

### الاستشهادات
1. ↑  Matthews، Ken (مارس 2003). "The Legal History of Money in New Zealand" (PDF). Reserve Bank of New Zealand Bulletin. ج. 66 ع. 1: 40–49. مؤرشف (PDF) من الأصل في 2023-11-01. اطلع عليه بتاريخ 2023-11-24.
2. ↑  Hargreaves 1972، صفحة 32.
3. ↑  Hargreaves 1972، صفحات 141-142.
4. ↑  Hargreaves 1972، صفحة 142.
5. ↑  An act to make Provision with respect to Currency, Coinage, and Legal Tender in New Zealand، 1933
6. ↑  Hargreaves 1972، صفحات 144-145.
7. ↑  Stocker 2005، صفحات 145-146.
8. ↑  Johnson، Robert A. (1934). Sixty-Fourth Annual Report of the Deputy Master and Comptroller of the Royal Mint – 1933 (Report). London: His Majesty's Stationery Office. ص. 6–8. مؤرشف من الأصل في 2023-11-04. اطلع عليه بتاريخ 2023-11-24.
9. 1 2 3  Stocker 2005، صفحة 149.
10. ↑  "Pounds, Shillings and Pence". Royal Mint Museum. مؤرشف من الأصل في 2025-06-17. اطلع عليه بتاريخ 2024-01-02.
11. 1 2  Stocker 2005، صفحات 150-151.
12. ↑  Stocker، Mark (2011). "Completing the Change: The New Zealand Coin Reverses of 1940" (PDF). British Numismatic Journal ع. 81: 211–212. مؤرشف من الأصل (PDF) في 2024-03-29.
13. ↑  Stocker 2005، صفحة 151.
14. 1 2  Stocker 2005، صفحة 153.
15. ↑  Stocker 2005، صفحة 157.
16. ↑  Hargreaves 1972، صفحات 149-150.
17. ↑  Hargreaves 1972، صفحة 147.
18. ↑  Andersen، Johannes C. (30 أبريل 1934). ""WARLIKE SHILLING": Experts Criticize New Zealand Coins". Dominion. ص. 8. مؤرشف من الأصل في 2025-06-26.
19. ↑  Čuhaj، George S. (2014). 2014 Standard Catalog of World Coins (ط. 41st). Iola, Wisconsin: Krause Publications. ص. 1633. ISBN:9781440235672.
20. ↑  Hargreaves 1972، صفحة 181-183.
21. ↑  Humble، Michael (ديسمبر 1992). "The Waitangi Proof Set Revisited". New Zealand Numismatic Journal ع. 70: 13–17. مؤرشف من الأصل في 2025-06-26.
22. 1 2 3 4  Čuhaj، George S. (2014). 2014 Standard Catalog of World Coins (ط. 41st). Iola, Wisconsin: Krause Publications. ص. 1633. ISBN:9781440235672.Čuhaj, George S. (2014). 2014 Standard Catalog of World Coins (41st ed.). Iola, Wisconsin: Krause Publications. p. 1633. ISBN 9781440235672.

### الفهرس
- Hargreaves، R. P. (1972). From Beads to Banknotes. Dunedin: John McIndoe.
- Stocker، Mark (2005). "'A Very Satisfactory Series': The 1933 New Zealand Coinage Designs" (PDF). British Numismatic Journal. ج. 75: 142–160. مؤرشف (PDF) من الأصل في 2023-11-08. اطلع عليه بتاريخ 2023-11-24.

1. ↑  كان يتم اختصار البنس في كثير من الأحيان إلى "د"، وهو مشتق من التسمية الرومانية ديناريوس.[10]